# 7X – Lika barn leka bäst
7X – Lika barn leka bäst är en svensk ungdomsfilm som hade premiär på 2010 års upplaga av Göteborgs filmfestival. Regissör och producent är Emil Jonsvik, manusförfattare André Sebastie. 

## Handling
Filmen utspelar sig i en förort någonstans i Sverige där ett gäng utsatta ungdomar kämpar för att bli sedda. En dag hittar en av ungdomarna en pistol och får plötsligt makten i sina händer. 

## Medverkande
- Fredrik Johansson - Edvin
- Susanna Roald - Jenny
- Tom Ljungman - Morgan
- Leif André - Mekaniker
- Ingela Olsson - Edvins mamma
- Jacob Nordenson - Edvins pappa
- Mats Helin - Roger
- Rojda Sekersöz - Mi
- Christopher Mhina - Dize
- David Arnesen - Conny
- Hanna Ardéhn - Martina
- Aurora Roald - Sara

## Mottagande
- Aftonbladet [1]
- Dagens Nyheter [2]
- Expressen [3]
- Göteborgs-Posten [4]
- Kulturnyheterna [5]
- Moviezine [6]
- Nerikes Allehanda [7]
- Svenska Dagbladet [8]
- Sydsvenskan [9]
- Upsala Nya Tidning [10]